# Flytoget

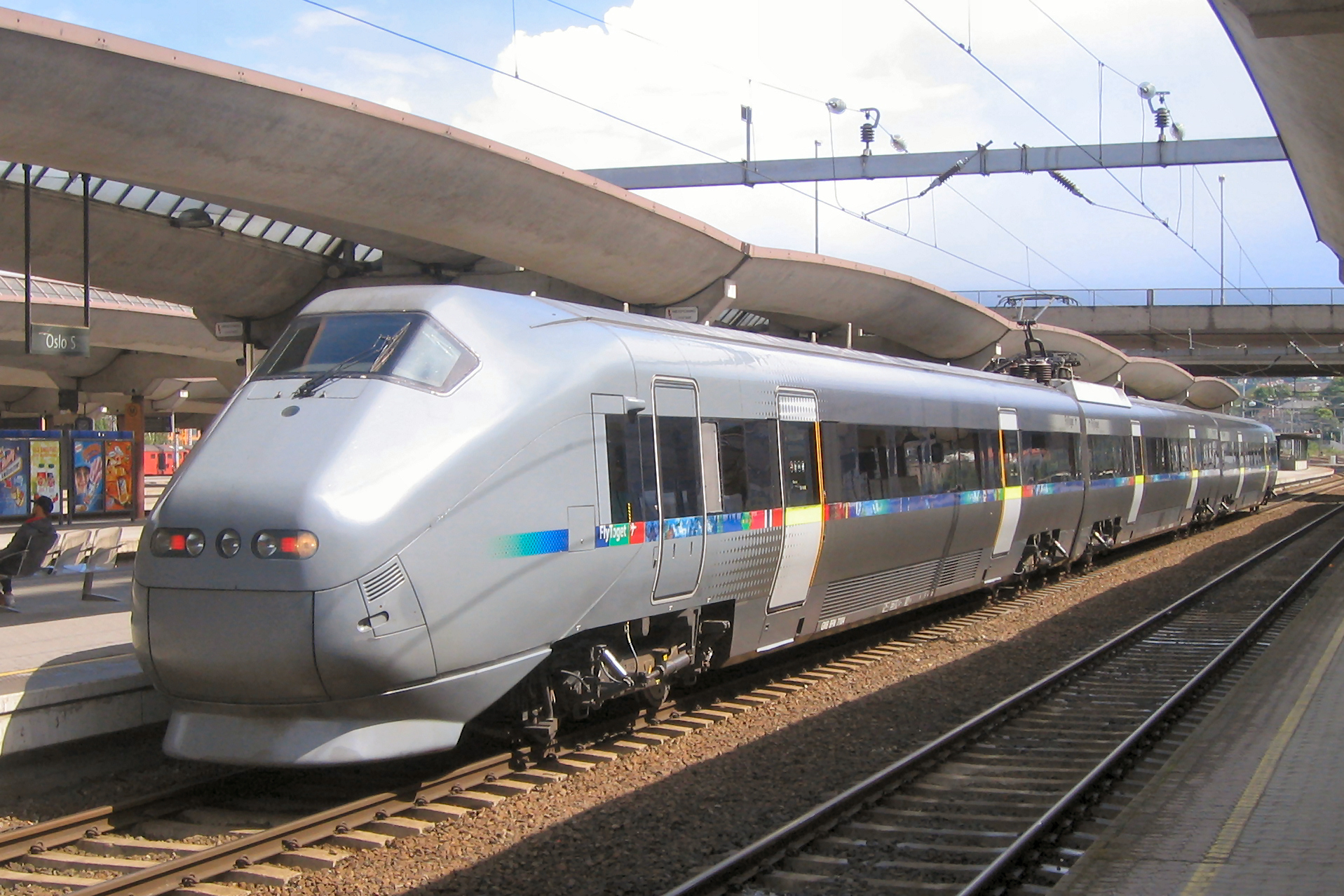
BFM 71104 på Oslo Sentralstasjon

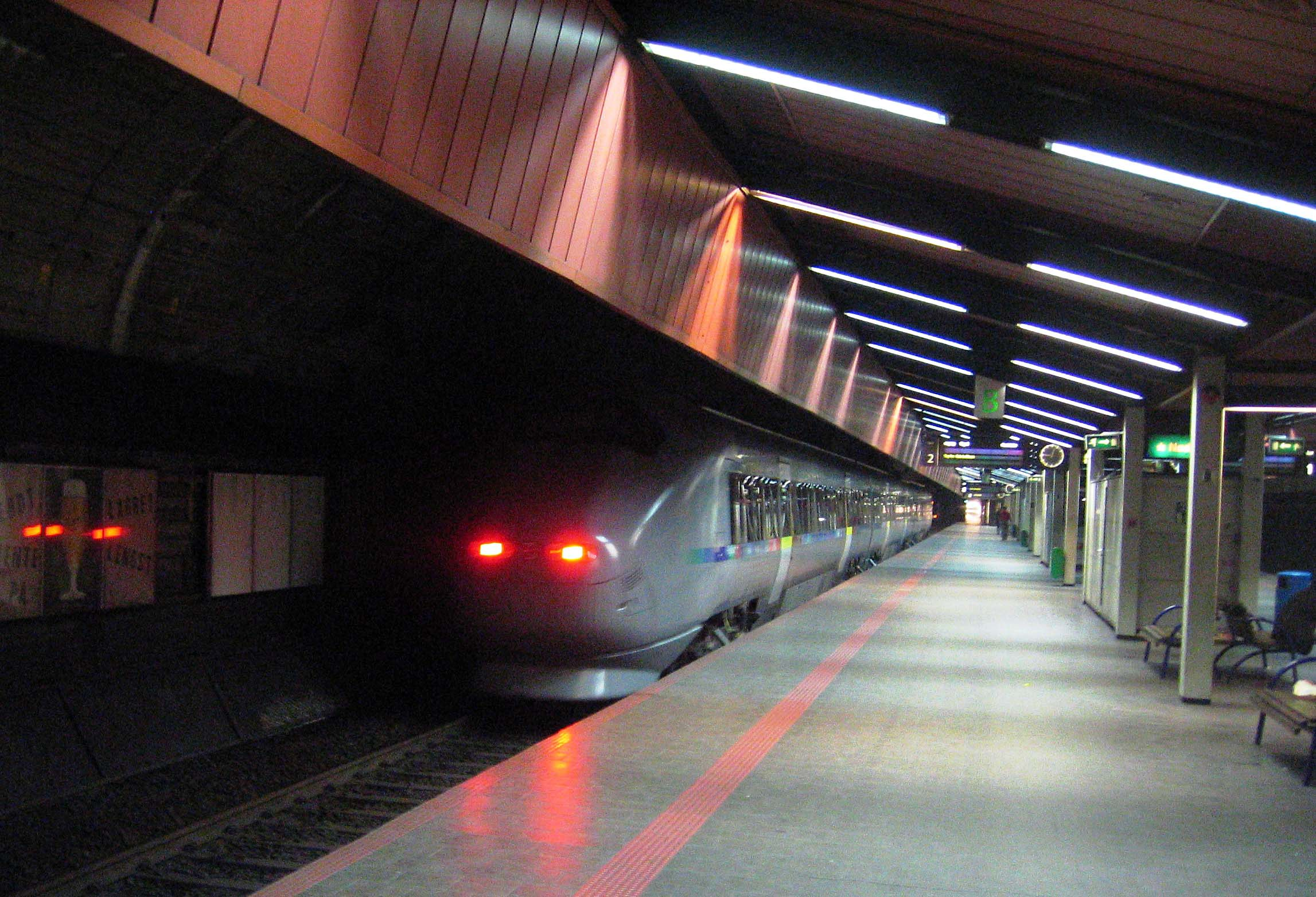
Flytoget på Nationaltheatrets station.

Flytoget är ett snabbtåg som går, delvis på Gardermobanen, mellan Oslo flygplats, Gardermoen och Oslo Sentralstasjon och vidare till Drammen sydväst om Oslo. Det är bolaget Flytoget AS som driver trafiken (före 2001 hette bolaget NSB Gardermobanen AS). Turen tar 19 minuter (22 minuter vid stopp i Lillestrøm) från Gardermoen till Oslo. Det går tåg var tionde minut, men vartannat tåg går endast mellan flygplatsen och Oslo S utan stopp.

## Historia
När Stortinget den 8 oktober 1992 beslutade att Gardermoen skulle bli ny huvudflygplats för Oslo, beslutades samtidigt att tåget skulle vara det viktigaste transportmedlet. Ett nytt höghastighetståg (Typ 71) skulle vara ett konkurrenskraftigt, framtidsinriktat och miljövänligt transportalternativ.
Bygget av Gardermobanen pågick från 1994 till 1999. Det byggdes totalt 66 kilometer järnväg och en 14,6 kilometer lång tunnel. Gardermobanen öppnades den 8 oktober 1998 och den 22 augusti 1999 började flygtåget gå i full trafik.